# Werner Kalweit
Werner Kalweit (* 27. Juli 1926 in Madrid) ist ein deutscher Wirtschaftswissenschaftler. Er war von 1972 bis 1989 Vizepräsident der Akademie der Wissenschaften der DDR und von 1967 bis 1990 Abgeordneter der Volkskammer. 

## Leben
Der Sohn eines Arbeiters absolvierte nach dem Besuch der Volks- und Oberschule mit Abitur von 1946 bis 1949 als Praktikant ein Teilstudium. 1946 wurde er Mitglied der SED, des FDGB und der FDJ. Von 1949 bis 1952 studierte er an der Deutschen Akademie für Staats- und Rechtswissenschaft „Walter Ulbricht“ mit dem Abschluss als Diplomwirtschaftler. Ab 1952 war er als wissenschaftlicher Assistent, später als Dozent, Prorektor und Dekan an der Hochschule für Ökonomie in Berlin-Karlshorst tätig. 1956 wurde er zum Dr. rer. oec. promoviert. 1962 erfolgte seine Habilitation und Berufung zum Professor und Lehrstuhlleiter für politische Ökonomie am Institut für Gesellschaftswissenschaften (IfG) beim Zentralkomitee der SED. Von 1967 bis 1971 war er stellvertretender Direktor des IfG. Von 1967 bis 1990 war er als Mitglied der SED-Fraktion Abgeordneter der Volkskammer der DDR. Seit 1970 war er Mitglied der Akademie der Pädagogischen Wissenschaften der DDR. 1971 wurde er Mitglied der Akademie der Wissenschaften der DDR und von 1972 bis zu seinem Rücktritt 1989 deren Vizepräsident. Seit 1993 ist er Mitglied der Leibniz-Sozietät der Wissenschaften zu Berlin.

## Auszeichnungen
- Vaterländischer Verdienstorden in Bronze und in Silber (1982)
- Nationalpreis der DDR I. Klasse (1970 für die Reform des NÖSPL, im Kollektiv mit Berger, Koziolek, Wolf, Krömke und Reinhold)
- Orden Stern der Völkerfreundschaft in Silber

## Schriften
- Gesetzmäßigkeiten des entwickelten Sozialismus. Akademie Verlag, Berlin, 1986, ISBN 3-05-000059-7
- Geleitwort zu: Die Welt 1945 bis 1947. Demokratische Friedensordnung oder neue Konfrontation? 1. Berliner Kolloquium zur Weltgeschichte 30. Nov. bis 1. Dez. 1987. Ausgewählte Beiträge, Akademie-Verlag, Berlin/DDR 1989. ISBN 3-05-000935-7